# Vùng tiếp giáp lãnh hải

Các vùng biển theo luật quốc tế

Vùng tiếp giáp lãnh hải là vùng biển nằm liền kề vùng lãnh hải. Theo khoản 2 điều 33 Công ước Liên hiệp quốc về luật biển 1982 thì
The contiguous zone may not extend beyond 24 nautical miles from the baselines from which the breadth of the territorial sea is measured.
Bản dịch:
Vùng tiếp giáp lãnh hải không được mở rộng quá 24 hải lý tính từ đường cơ sở mà từ đó bề rộng của lãnh hải được đo đạc.

## Quyền tài phán
Vùng tiếp giáp lãnh hải của một quốc gia không phải là vùng mà quốc gia đó có đầy đủ mọi thẩm quyền tài phán. Tuy nhiên, trong vùng tiếp giáp lãnh hải của một quốc gia thì các cơ quan có thẩm quyền của quốc gia đó có các quyền chủ quyền sau:
1. Ngăn chặn sự vi phạm các luật hay quy định của quốc gia đó về hải quan, tài chính, di cư hay y tế trong phạm vi lãnh thổ hay lãnh hải của mình;
2. Trừng phạt sự vi phạm các luật và quy định trên đây, với vi phạm đó đã được thực hiện trong phạm vi lãnh thổ hay lãnh hải của quốc gia đó.

## Một số trường hợp cụ thể
- Không: Albania, Bahamas, Barbados, Belize, Benin, Bosnia và Herzegovina, Brunei, Cameroon, Colombia, Comoros, Congo, quần đảo Cook, Costa Rica, Cote d'Ivoire, Croatia, Cộng hòa Dân chủ Congo, Ecuador, El Salvador, Guinea Xích đạo, Eritrea, Estonia, Fiji, Gruzia, Đức, Hy Lạp, Grenada, Guatemala, Guinea, Guinea-Bissau, Guyana, Iceland, Indonesia, Iran, Ireland, Israel, Italia, Jordan, Kenya, Kiribati, Kuwait, Latvia, Liban, Liberia, Libya, Litva, Malaysia, Mauritius, Micronesia, Monaco, Montenegro, Hà Lan, Nigeria, Niger, Palau, Papua New Guinea, Peru, Philippines, Ba Lan, São Tomé và Príncipe, Singapore, Slovenia, quần đảo Solomon, Somalia, Surinam, Thụy Điển, Togo, Tonga, Thổ Nhĩ Kỳ, Ukraina, Vương quốc Anh, Tanzania
- 2 hải lý (3,7 km): Phần Lan
- 3 hải lý (5,6 km): Venezuela
- 6 hải lý (11,1 km): Bangladesh, Gambia, Ả Rập Saudi, Sudan
- 12 hải lý (22,2 km): Algeria, Angola, Antigua và Barbuda, Argentina, Australia, Bỉ, Brasil, Bulgaria, Campuchia, Canada, Cape Verde, Chile, Trung Quốc, Cuba, Cyprus, Đan Mạch, Djibouti, Dominica, Cộng hòa Dominica, Ai Cập, Pháp, Gabon, Ghana, Haiti, Honduras, Ấn Độ, Iran, Jamaica, Nhật Bản, Madagascar, Maldives, Malta, quần đảo Marshall, Mauritania, Mexico, Morocco, Mozambique, Myanma, Namibia, Nauru, New Zealand, Nicaragua, Na Uy, Oman, Pakistan, Panama, Bồ Đào Nha, Qatar, Hàn Quốc, Romania, Nga, Saint Kitts và Nevis, Saint Lucia, Saint Vincent và Grenadines, Samoa, Senegal, Seychelles, Sierra Leone, Nam Phi, Tây Ban Nha, Sri Lanka, Syria, Thái Lan, Đông Timor, Trinidad và Tobago, Tunisia, Tuvalu, UAE, Hoa Kỳ, Uruguay, Vanuatu, Việt Nam, Yemen
- 38 hải lý (70,4 km): Cộng hòa Dân chủ Nhân dân Triều Tiên; 50 hải lý vùng quân sự. Thông báo của chỉ huy quân đội ngày 1 tháng 8 năm 1977.

## Vùng tiếp giáp lãnh hải của Việt Nam
Ngày 12 tháng 5 năm 1977, Chính phủ nước Cộng hoà Xã hội chủ nghĩa Việt Nam đã ra tuyên bố quy định vùng tiếp giáp của Việt Nam có chiều rộng 12 hải lí, nhằm bảo vệ an ninh, bảo vệ các quyền lợi về hải quan, thuế khoá, bảo đảm sự tôn trọng các quy định về y tế, về di cư, nhập cư trên lãnh thổ và trong lãnh hải Việt Nam.